# 二行芥属
二行芥属（学名：Diplotaxis）是十字花科下的一个属，为一年生至多年生草本植物。该属共有23种，分布于中欧。